# Sakre
Sakre est le mot basque désignant « juron », « imprécation ». La malédiction peut s'opérer au moyen de formules imprécatoires, de gestes, de symboles.
« Ozpinak erre baindu »
« que la foudre te brûle »
Il y a des endroits où le mot arraio, adressée à une personne, a un sens de malédiction. À Licq (Soule), on dit contre les esprits malins :
« apartadi, Satan, milla leku hurrun »
« éloigne-toi, Satan, à mille lieues d'ici »
En même temps on fait la "figue". La figue est geste traduisant une malédiction. On la lance, contre des personnes qui vont « à voir avec le diable », voire contre le diable lui-même. Dans certains villages dont Licq, on dit que la figue est une croix et c'est pour cela qu'elle est efficace contre les mauvais esprits.
Le mauvais œil ou Begizko équivaut également à une malédiction. Le mage qui brûle une chandelle tordue, image de la personne détestée, confie à cette opération symbolique le soin de détruire ou de faire mourir l'ennemi.
Dans beaucoup d'endroit on croit qu'il y a dans la journée un moment où l'efficacité de la malédiction est réelle (Licq, Oiartzun). Dans des villages on dit que c'est à midi. Pour rendre la malédiction encore plus efficace, certains la font à genoux ou après avoir tracé une croix sur le sol et l'avoir embrassée.
Voici une formule de malédiction conditionnelle que lança une femme qui vola le rosaire de l'effigie de la Vierge vénérée dans l'ermitage d'Andre arriaga (vallée d'Oiartzun).
« Convertis-moi en pierre si ce que je dis est faux ».
Comme c'était le cas, elle fut convertie en pierre. C'est le souvenir de ce fait qui est perpétré dans la stèle qui se trouvait à côté de la maison Anderregi et qui est aujourd'hui au musée de San Telmo (Saint-Sébastien dans le Guipuscoa).

## Étymologie
Sakre signifie « imprécation » en basque. Le suffixe a désigne l'article : sakrea se traduit donc par « l'imprécation ». 